# Јемишки Хасан-паша
Дамад Јемишки Хасан-паша (1535, Руговска клисура - 18. октобар 1603, Истанбул, Османско царство) је био османски државник који је обављао функцију великог везира од 1601. до 1603. године.

## Биографија
Рођен је у Ругову где је провео детињство. Потом је отишао у Призрен где је завршио основно образовање. Наставио је да се образује на војној академији у Истанбулу. Након војне каријере, Хасан-паша је постао велики везир Османског царства од 1601. до 1603. године. Убијен је од стране султана Мехмеда III 18. октобра 1603. године. Априла 1602. године Јемишки Хасан-паша се оженио Ајше султанијом, ћерком Мурата III. Она је раније била удата за великог везира Ибрахим-пашу Дамада.